# Nayab Ikram
Nayab Noor Ikram, född 1992 i Mariehamn på Åland, är en finländsk fotograf och konstnär.
Ikram är född och uppvuxen i Mariehamn. Hennes föräldrar har pakistansk bakgrund. Hon studerade fotokonst på Yrkeshögskolan Novia i Jakobstad där hon tog examen 2015. Våren 2017 gav Åland Post ut ett frimärke med motiv av Nayab Ikram på temat ”mångkulturella Åland.” Samma år listade Helsingin Sanomat henne som en av de 100 mest intressanta finländska fotograferna. 2019 belönades Ikram med Svenska kulturfondens pris på 15 000 euro. Fondens motivering löd: ”Med utgångspunkt i sin egen kulturidentitet visar hon på intressanta fenomen i samhället och berikar den finländska konsten.”
Hon beskriver själv sin konst som konceptbaserad och säger sig vilja utforska det hon kallar mellanförskapet i att ha både åländsk och pakistansk bakgrund.
Ikram är verksam i Åbo. Den 12 augusti 2021 medverkade hon i Vegas sommarpratare i Yle Vega.